# Liza Cody
Liza Cody, pseudonimo di Liza Nassim (Londra, 11 aprile 1944), è una scrittrice britannica di romanzi gialli.

## Biografia
Nata Liza Nassim l'11 aprile 1944 a Londra, vive e lavora a Bath.
Dopo gli studi alla City and Guilds of London Art School e alla Royal Academy of Arts e ha svolto svariati mestieri (pittrice, impiegata al Madame Tussauds, tecnica della pellicola cinematografica) prima di dedicarsi alla scrittura.
Nel 1980 ha esordito nella narrativa gialla con Dupe, prima indagine dell'investigatrice privata Anna Lee, ottenendo il John Creasey Memorial Award e in seguito ha pubblicato altri 5 romanzi con protagonista la detective fornendo il soggetto per due adattamenti televisivi negli anni '90. Segue una breve serie di detective novels che ha per protagonista una lottatrice di wrestling (Eva Wylie) e più di recente ha dato vita alla detective mendicante Lady Bag.

## Opere principali

### Serie Anna Lee
- Dupe (1980)
- Bad Company (1982)
- Stalker (1983)
- A due passi dal delirio (Head Case, 1985), Milano, Il Giallo Mondadori N. 1974, 1986
- Sotto contratto (Under Contract, 1986), Milano, Il Giallo Mondadori N. 2035, 1988
- Backhand (1991)

### Serie Eva Wylie
- Bucket Nut (1992)
- Monkey Wrench (1994)
- Musclebound (1997)

### Serie Lady Bag
- Lady Bag (2013)
- Crocodiles and good Intentions (2018)

### Altri romanzi
- Rift (1988)
- La ragazza che voleva di più (Gimme More, 2000), Milano, Feltrinelli, 2002 traduzione di Andrea Buzzi ISBN 88-07-70141-3.
- Ballad of a Dead Nobody (2011)
- Miss Terry (2012)

### Racconti
- Lucky Dip and Other Stories (2003)

## Televisione
- Anna Lee: Headcase (film TV), regia di Colin Bucksey (1993)
- Anna Lee (serie TV) (1994) 1 stagione

## Premi e riconoscimenti
- CWA New Blood Dagger: 1980 vincitrice con Dupe
- Premio Edgar per il miglior romanzo: 1982 finalista con Dupe
- Silver Dagger: 1987 vincitrice con Sotto contratto